# Gabbeh

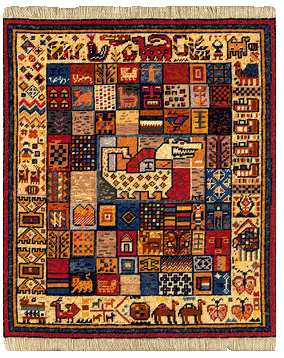
Gabbeh ze začátku 21. století

Gabbeh je ručně vázaný koberec vyráběný kočovnými kmeny etnické skupiny Kaškajů v íránské provincii Fárs.
Perský výraz gabbeh (v kurdštině gava, v baktirštině kersak) znamená surový nebo přírodní.

## Způsob výroby
Příze na koberce spřádají ručně příslušnice kočovného kmene z vlny získané z ovcí rodinného stáda. Vlna se před zpracováním barví přírodními barvivy.

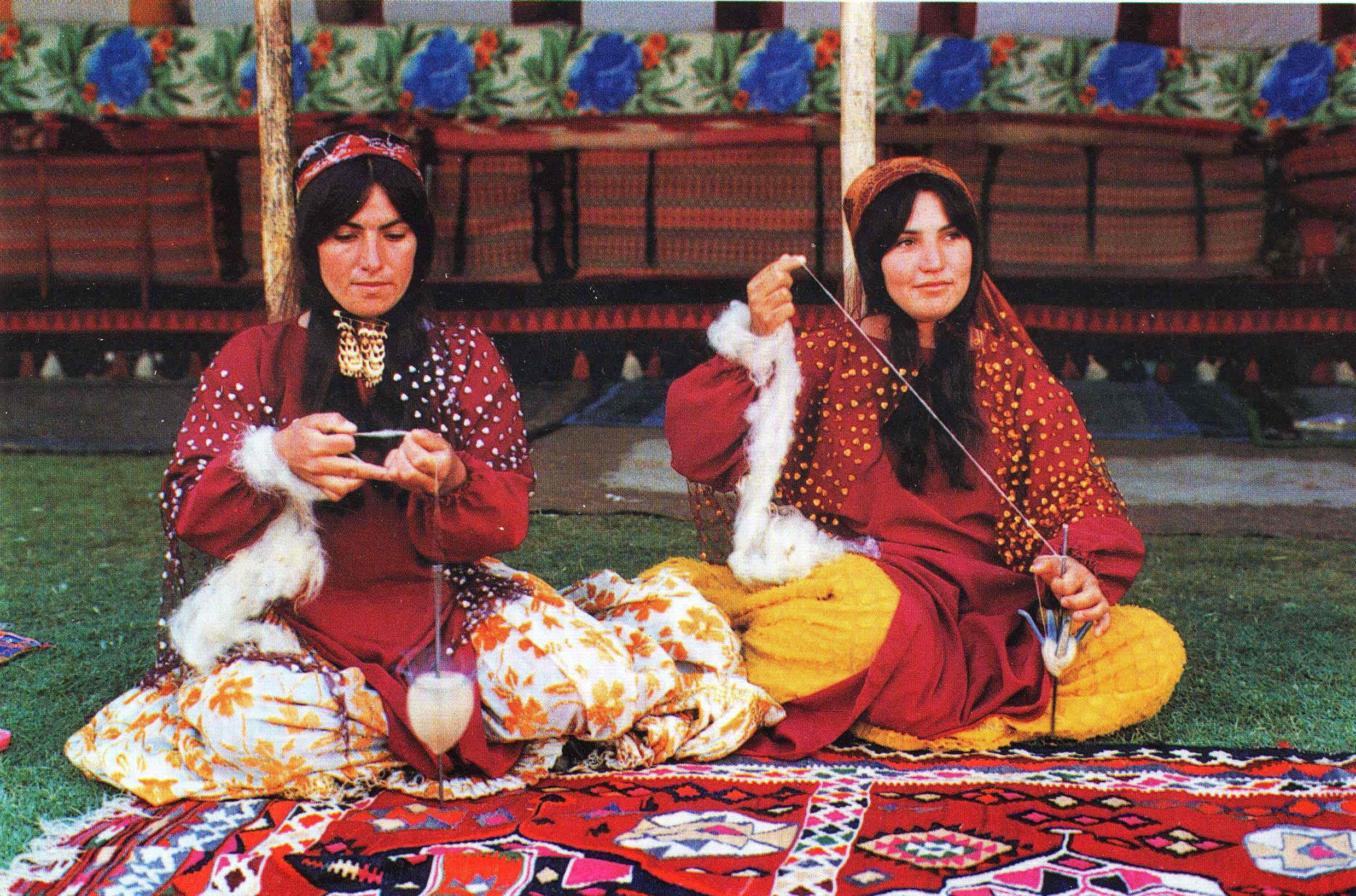
Ruční předení vlny na kobercové příze

Vázání gabbehů, které provádějí zpravidla ženy, je vysoce kvalifikovaná práce často označovaná jako umělecké řemeslo. Technika se značně liší od způsobu vázání jiných druhů koberců:
Do přenosného horizontálního rámu se napne osnova, kterou se před vlastním vázáním protáhnou útkové niti.
Vazačky znají zpaměti požadovaný celkový vzor a bez formální předlohy vytváří (někdy improvizované) formy a barvy jednotlivých motivů. Tímto způsobem vznikají velmi svérázné vzory koberců.

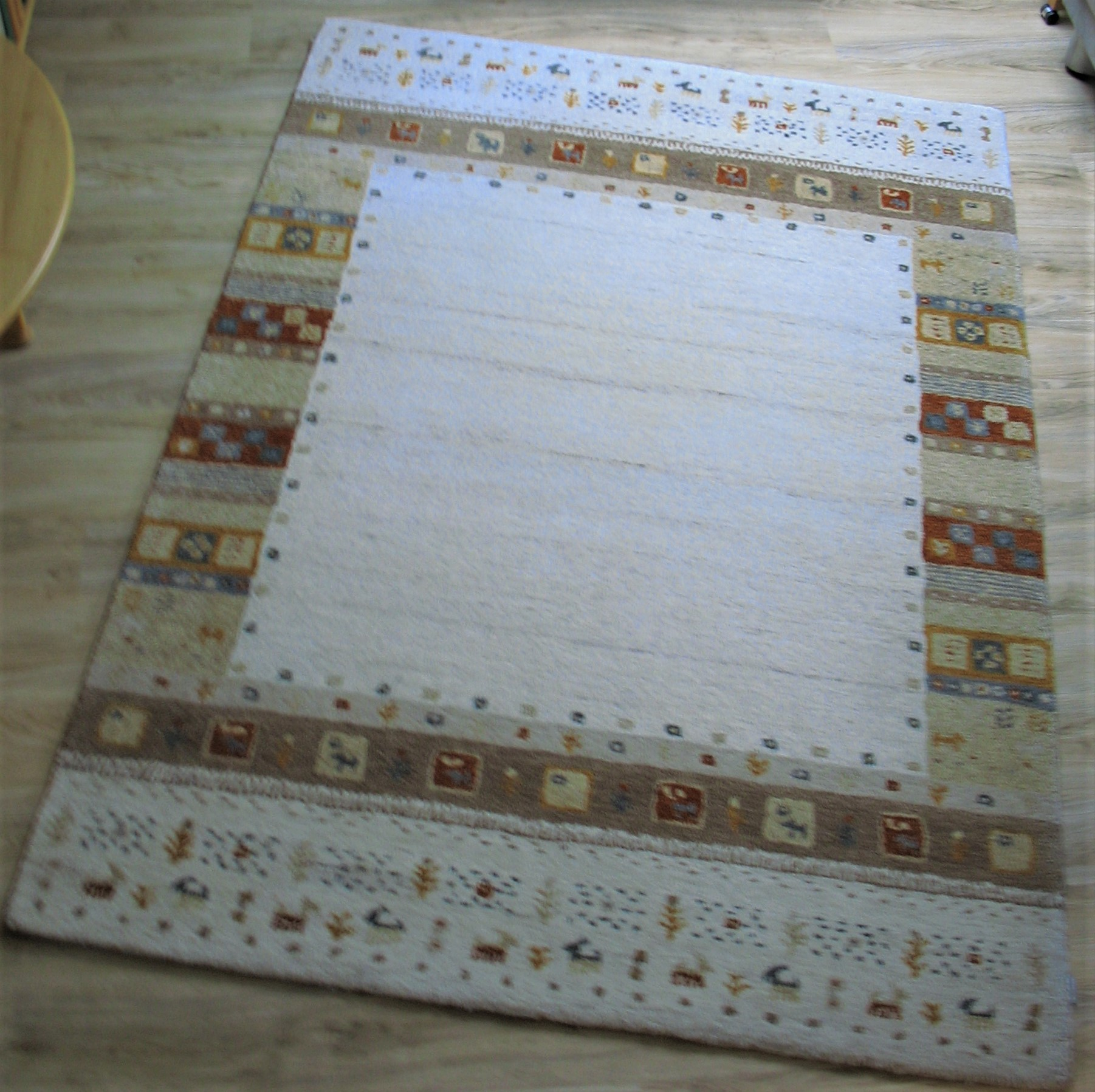
Gabbeh ze supermarketu (2020)

## Vlastnosti koberců gabbeh
Typický gabbeh se vyrábí v rozměrech cca 1,5 × 1 metr, zhotovení celého kusu trvá průměrně 18 až 25 hodin. Práce musí být však (z důvodů kočování) často přerušena, koberce proto nejsou vždy zcela symetrické a přesně vázané.
Tradiční výrobky obsahují maximálně 70 000 uzlů / m2 vázaných symetricky nebo asymetricky tak, že každý řádek je oddělen několika útkovými nitěmi. Vlas je obvykle asi 2 cm dlouhý. V 90. letech 20. století se experimentovalo také s mnohem jemnějšími výrobky (až 300 000 uzlů / m2) s obchodními názvy Lorihaft, Amaleh, Kaškuli aj. Na snímku vpravo je indický gabbeh se 160 000 uzly / m2 (v německém supermarketu za cca 250 €).
Ve vzorování byly původní drobné květinové motivy v té době většinou nahrazeny jednoduchými konturami zvířat nebo geometrických figur a kontrastní červenou, tmavomodrou nebo zelenou za dřívější pastelové barvy.

## Z historie koberců gabbeh
První písemná zmínka o gabbeh pochází z poloviny 16. století. V amerických sbírkách se nachází několik exemplářů z 19. století, někteří odborníci však tvrdí, že se stejnou technikou začaly vyrábět koberce ve stepích Střední Asie brzy po zavedení chovu ovcí.

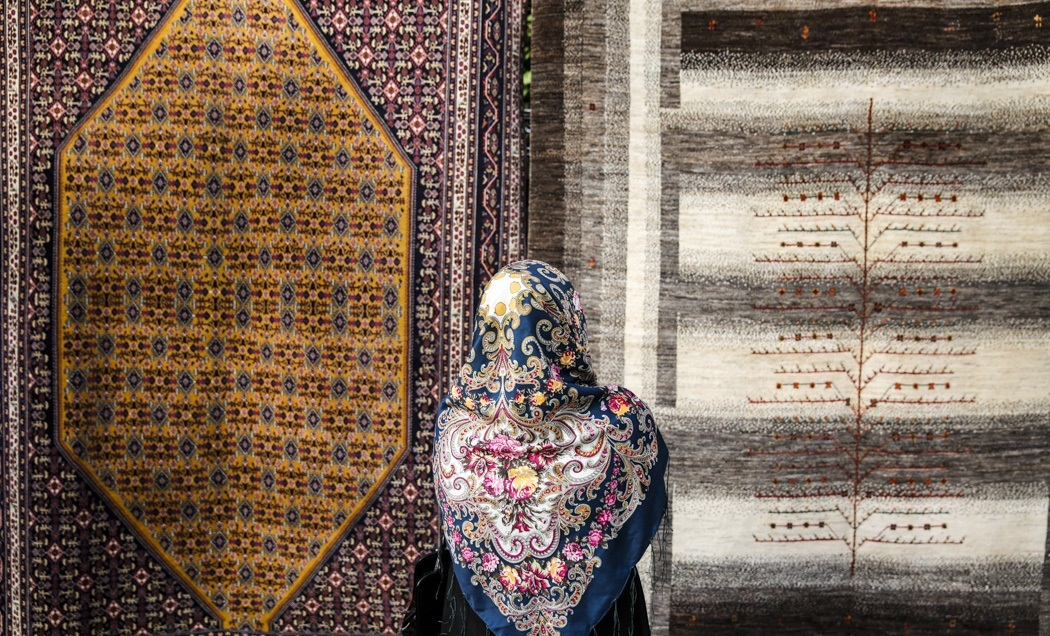
Výstava koberců gabbeh v muzeu města Šírázu (duben 2018)

Tradiční gabbehy se vyráběly pro vlastní potřebu. Koberce s měkkým, dlouhým vlasem jsou vhodné hlavně jako lehátka a deky. V 80. letech 20. století přišel způsob vzorování (jednoduše tvarované motivy, přirozené barvy) do módy v západní Evropě a v USA. Brzy se výroba zaměřila na vývoz (především do Německa a Itálie) a v 21. století vyrábějí kočovníci téměř všechny koberce na zakázku a s ohledem na vkus odběratelů v západních zemích.
Na začátku 21. století se rapidně zvýšily ceny gabbehů. Výrobci nestačili uspokojit poptávku, především proto, že chyběly kvalifikované vazačky. Levné napodobeniny na způsob gabbeh se začaly vyrábět v Nepálu, Pákistánu, Afghánistánu aj. (Údaje o počtu vyrobených koberců nejsou publikovány.)
Např. v Indii se vyrábějí koberce s obchodním označením Indo-Gabbeh. Oproti originálním gabbehům mají tužší vlasový povrch a odlišné odstíny barev způsobené chemickými barvivy a strojní výrobou kobercové příze. V evropském obchodě s koberci se nabízejí např. nejlevnější indické gabbehy za cenu od 40 € a dražší, pákistánské, do cca 2 200 €.